# Радоничко езеро
Радоничкото езеро е язовир в Косово.
Изграден е на приток на река Бели Дрин, на север от Джаковица в посока към град Печ.
Дължината му е около 5 км. Заема площ от 5,96 km², което го прави 2-ри по площ воден басейн в Косово след „Газивода“ (9,2 km²).